# Cloudinidae
Cloudinidae é uma família de metazoários que contém um único gênero, o Cloudina, que viveram do período Ediacariano ao Cambriano. Eles são formados por escala milimétricas de fósseis cônicos constituídos de cones de calcário, entre outros, que dão uma aparência desconhecida ao organismo. O nome Cloudina foi uma homenagem ao geólogo e paleontólogo do Século XX, Preston Cloud.